# New Cumnock
New Cumnock est une ville située dans l’East Ayrshire, en Écosse.

## Démographie
En 2016, la population était de 2 710 habitants.